# كوداي ساتو
كوداي ساتو (باليابانية: 佐藤 幸大) (مواليد 24 أغسطس 1985)، هو لاعب كرة قدم ياباني سابق كان يلعب كمهاجم.

## وصلات خارجية
- كوداي ساتو على موقع رابطة كرة القدم اليابانية للمحترفين (اليابانية)